# Animatronicsshow
Een animatronicsshow is een attractietype dat voornamelijk voorkomt in attractieparken. De functie en werking van een animatronicsshow staat gelijk aan dat van een theatervoorstelling. Echter wordt er bij een animatronicsshow geen gebruik gemaakt van "levende" acteurs, maar van animatronics.
De show werkt meestal automatisch. De gehele voorstelling wordt door de computer bestuurd zoals het licht, muziek en bewegingen van de animatronic.
Een animatronicsshow hoeft niet per se een attractietype op zich te zijn. De show kan ook gebruikt worden als voorshow.